# Igriés
Igriés és un municipi aragonès situat a la província d'Osca i enquadrat a la comarca de la Foia d'Osca. El municipi agrupa el nucli de Yéqueda, situat a 530 metres d'altitud.